# Тельонжна-Стара
Тельонжна-Стара (пол. Telążna Stara) — село в Польщі, у гміні Влоцлавек Влоцлавського повіту Куявсько-Поморського воєводства.
Населення — 79 осіб (2011).
У 1975-1998 роках село належало до Влоцлавського воєводства.

## Демографія
Демографічна структура станом на 31 березня 2011 року:
|          | Загалом | Допрацездатний вік | Працездатний вік | Постпрацездатний вік |
| -------- | ------- | ------------------ | ---------------- | -------------------- |
| Чоловіки | 40      | 9                  | 29               | 2                    |
| Жінки    | 39      | 3                  | 27               | 9                    |
| Разом    | 79      | 12                 | 56               | 11                   |